# Blakawatra (Tapanahony)
Blakawatra (Zwarte water) is een kreek met zwart-gekleurd water in het ressort Tapanahony in het uiterste zuiden van het Surinaamse district Sipaliwini. De Blakawatra watert af in de rivier Tapanahony.